# Caloptilia eolampis
Caloptilia eolampis är en fjärilsart som först beskrevs av Edward Meyrick 1915.  Caloptilia eolampis ingår i släktet Caloptilia och familjen styltmalar.
Artens utbredningsområde är Guyana. Inga underarter finns listade i Catalogue of Life.